# Desbordesia insignis
Desbordesia  insignis ist ein Baum in der Familie der Irvingiaceae aus Zentralafrika bis nach Nigeria. Es ist die einzige Art der Gattung Desbordesia.

## Beschreibung
Desbordesia insignis wächst als immergrüner Baum bis über 45 Meter hoch. Der Stammdurchmesser erreicht bis über 2 Meter. Es werden teils sehr große Brettwurzeln gebildet. Die Borke ist bräunlich bis braun-grau und relativ glatt.
Die einfachen und kurz gestielten, kahlen Laubblätter sind wechselständig. Der oben abgeflachte, kurze Blattstiel ist bis 8–10 Millimeter lang. Die ganzrandigen, eiförmigen bis elliptischen oder verkehrt-eiförmigen Blätter sind 10–12 Zentimeter lang und 4–5 Zentimeter breit. An der Spitze sind sie abgerundet bis bespitzt oder zugespitzt bis geschwänzt. Die jungen Blätter sind rot. Die kleinen Nebenblätter sind abfallend.
Es werden kurze, achselständige Rispen an den Zweigenden gebildet, mit kurz gestielten, kleinen Blütengruppen an den Seitenästen. Die kurz gestielten, sehr kleinen und fünfzähligen Blüten sind weiß-gelblich und mit doppelter Blütenhülle. Der kleine, 1 Millimeter lange Kelch ist kurz becherförmig mit längeren Zipfeln. Die 2,5 Millimeter langen Petalen sind länglich und aufrecht. Es sind 10 kurze Staubblätter mit gestauchten Staubfäden vorhanden. Der Fruchtknoten ist oberständig mit einem zur Seite abgeknickten, kurzen Griffel. Es ist ein papillöser und gekerbter Diskus vorhanden.
Es werden sehr flache, etwa 12–14 Zentimeter lange und 3,5–4 Zentimeter breite, ein- bis zweisamige, eilanzettliche bis elliptische, erst rote und zur Reife braune Flügelnüsse (Samara) mit einer Mittelrippe und seitlichen, geaderten Flügeln gebildet. Die mittigen, länglichen Samen sind flach und 3,5 Zentimeter lang und 1 Zentimeter breit. Fallen die Früchte auf den Boden werden sie leicht mit Blättern verwechselt.

## Taxonomie
Die Erstbeschreibung erfolgte 1901 durch Jean Baptiste Louis Pierre in Herb. L. Pierre del. E. Delpy 2/1901, Fig. 4.
Synonyme sind Irvingia  glaucescens Engl., Desbordesia glaucescens (Engl.) Tiegh., Desbordesia pallida Tiegh., Desbordesia pierreana Tiegh.,Desbordesia soyauxii Tiegh., Desbordesia spirei Tiegh., Irvingella spirei Tiegh. und Irvingia oblonga A.Chev. Der Gattungsname Desbordesia ehrt den französischen General Gustave Borgnis-Desbordes (1839–1900).

## Verwendung
Die Samen sind essbar und werden wie diejenigen von Irvingia gabonensis verwendet. Die Rinde wird medizinisch verwendet.
Das schwere, harte und beständige, aber schlecht behandelbare Holz ist bekannt als Alep.